# 19183 Аматі
19183 Аматі (1991 TB5, 1998 FR120, 19183 Amati) — астероїд головного поясу, відкритий 5 жовтня 1991 року.
Тіссеранів параметр щодо Юпітера — 3,326.